# Simoom Hill
Der Simoom Hill ist ein 640 m hoher Hügel an der Fallières-Küste des Grahamlands auf der Antarktischen Halbinsel. Er ragt 5 km östlich des Mount Edgell als einer der Relay Hills auf.
Das UK Antarctic Place-Names Committee benannte ihn 1977 nach dem Samum (englisch Simoom), der Bezeichnung für einen Sandsturm im nordafrikanisch-arabischen Raum.